# Jane Henschel
Jane Henschel (Los Angeles, 2 marzo 1952) è un mezzosoprano statunitense.

## Biografia
Ha studiato all'University of Southern California.
Al Grand Théâtre di Ginevra debutta nel 1984 come La Mère de Paracha in Mavra seguita da Erda in Das Rheingold diretta da Jeffrey Tate con l'Orchestre de la Suisse Romande con Jonathan Summers, Gösta Winbergh, Franz Mazura, Matti Salminen e Hanna Schwarz.
Nel 1992 debutta al Royal Opera House, Covent Garden di Londra come Nurse in Die Frau ohne Schatten diretta da Bernard Haitink e nel 1993 all'Edinburgh International Festival Cuniza in Oberto, Conte di San Bonifacio con la Royal Scottish National Orchestra e Maria Guleghina.
Nel 1994 a Londra è Ulrica in Un ballo in maschera diretta da Daniele Gatti, Frika in Das Rheingold diretta da Haitink ed in Die Walküre diretta da Haitink con Tomlinson ed al Glyndebourne Festival Opera Baba The Turk in The Rake's Progress.
In seguito recita ancora a Londra ne Il crepuscolo degli dei diretta da Haitink nel 1995 ed al Teatro alla Scala di Milano  con Salomè  diretta da Myung-whun Chung.
Nel 1996 si esibisce al Festival di Salisburgo poi di nuovo alla Scala, nella prima di Les Troyens diretta da Colin Davis (direttore d'orchestra).
Negli anni successivi riprende il repertorio wagneriano e di Richard Strauss all'Opéra National de Paris, alla Scala, al Wiener Staatsoper e al Vienna Waltraut e al Metropolitan Opera House di New York.
Nel 2014 a Vienna Herodias, con Salomè arriva a 50 recite, fino al 2016.

## Discografia
- Albéniz: Henry Clifford - Alessandra Marc/Annette Markert/Aquiles Machado/Carlos Álvarez/Coro y Orquesta Sinfónica de Madrid/Jane Henschel/José de Eusebio, 2003 Decca
- Humperdinck: Hansel and Gretel - Jennifer Larmore/Rebecca Evans/Jane Henschel/Philharmonia Orchestra/Charles Mackerras, 2007 Chandos - Grammy Award for Best Opera Recording 2008
- Strauss R, Cavaliere della rosa - Thielemann/Fleming/Hawlata, 2009 Decca
- Weill: Die Dreigroschenoper - Gabriele Ramm/Peter Nikolaus Kante/Jolanta Teresa Kuznik/Reinhard Firchow/Walter Raffeiner/Ulrike Steinsky/Rolf Wollard/Cologne Handel Collegium/Jan Latham-Koenig/Jane Henschel/Konig Ensemble, 1997 Capriccio

### DVD
- Strauss R, Cavaliere della rosa - Thielemann/Fleming/Hawlata, 2009 Decca
- Strauss R: Elektra (Baden-Baden, 2010) - Albert Dohmen/Christian Thielemann, Opus Arte